# Вулиця темних крамниць
«Вулиця темних крамниць» (фр. Rue des boutiques obscures) — прозовий роман 1978 року популярного французького письменника Патріка Модіано. Шостий роман в доробку письменника, який приніс своєму автору престижну Ґонкурівську премію від 1978 року.

## Відзнаки
Роман виданий 5 вересня 1978 і того ж року здобув Ґонкурівську премію. Роман «Вулиця темних крамниць» здобув перемогу 20 листопада 1978 — у третьому турі, куди вийшов разом з романами «Діана Ланстер» Жана-Дідьє Вольфрамма та романом «Життя: інструкція з експлуатації» Жоржа Перека. Роман «Вулиця темних ліхтарів» отримав шість голосів, роман «Діана Ланстер» — три і роман «Життя: інструкція з експлуатації» — один голос. 
Як висловилося журі премію Модіано було присуджено як за роман «Вулиця темних крамниць» так і за інші романи автора. 

## Анотація
Два романи одного з найпопулярніших французьких романістів, який у своїх творах органічно поєднує найкращі здобутки новітньої прози із захопливим, майже детективним сюжетом.

## Український переклад
У 2005 році роман «Вулиця темних крамниць» разом з романом від 1985 року «Зниклий квартал» був виданий в збірці під загальною назвою «Зниклий квартал». Книгу надрукувало київське університетське видавництво «Пульсари», в рамках серії «Бібліотека сучасної прози». Переклад та передмова Ганни Малець. Загальний редактор видання Цушко С. В., ілюстрація обкладинки виконана Кушніренко В. М. Книга видана в м'якій палітурці.
|  | Це видання здійснене в межах Програми сприяння видавничій справі в Україні «Сковорода» за підтримки Посольства Франції в Україні. фр. Cet ouvrage publié dans le carde du Programme d'Aide à la Publication Skovoroda bénéficie du soutien de L'Ambassade de France en Ukraine. |